# Billy Collins
William James Collins (Nova Iorque, 22 de março de 1941) é um poeta norte-americano. De 2001 a 2003, foi nomeado poeta laureado dos Estados Unidos e condecorado com o Literaly Lion da Biblioteca Pública de Nova Iorque (1992).

## Publicações

### Livros de poemas de Collins
- Pokerface (Pasadena, Ca.: Kenmore Press, 1977)
- Video Poems (Long Beach, Ca.: Applezaba Press, 1980)
- The Apple that Astonished Paris: Poems (Fayetteville, Ark.: University of Arkansas Press, 1988)
- Questions about Angels: Poems (Nova York: Quill/William Morrow, 1991)
- The Art of Drowning (Pittsburgh: University of Pittsburgh Press, 1995)
- Picnic, Lightning (Pittsburgh: University of Pittsburgh Press, 1998)
- Taking off Emily Dickinson's Clothes: Selected Poems (London: Picador, 2000)
- Sailing Alone around the Room: New and Selected Poems (Nova York: Random House, 2001)
- Nine Horses: Poems (Nova York: Random House, 2002)
- The Trouble with Poetry and Other Poems (Nova York: Random House, 2005)
- She Was Just Seventeen (Modern Haiku Press, 2006)
- Ballistics: Poems (Nova York: Random House, 2006)
- Horoscopes for the Dead: Poems (Nova York, Random House, 2011)
- Aimless Love: New and Selected Poems (Nova York: Random House, 2013)
- Voyage (Piermont, N.H.: Bunker Hill Publishing, 2014)
- The Rain in Portugal: Poems (Nova York: Random House, 2016)
- Whale Day: and other Poems (Nova York: Random House, 2020)
- Musical Tables: Poems  (Nova York: Random House, 2022)

### Gravações de som de Collins
- Best cigarette [gravação de som] / Billy Collins (Chicago: Small Good, 1993)

### Livros editados ou introduzidos por Collins
- Poetry 180: a turning back to poetry: selecionado e com introdução de Billy Collins (Nova York: Random House, 2003)
- Leaves of grass: Walt Whitman; com um novo prefácio de Billy Collins; uma introdução de Gay Wilson Allen; e um posfácio de Peter Davison (Nova York: Signet Classics, 2005)
- 180 more: extraordinary poems for every day: selecionados e com introdução de Billy Collins (Nova York: Random House, 2005)
- Bright wings: an illustrated anthology of poems about birds: editado por Billy Collins; pinturas de David Allen Sibley (Nova York: Columbia University Press, 2010)
- Poets laureate anthology: editada e com introduções de Elizabeth Hun Schmidt; prefácio de Billy Collins (Nova York: Norton, 2010)
- Best of poetry in motion: celebrating twenty-five years on subways and buses / editado por Alice Quinn; prefácio de Billy Collins (Nova York: Norton, 2017)

### Poemas individuais de Collins em revistas
| Título                 | Ano  | Primeira publicação                                                                           |
| ---------------------- | ---- | --------------------------------------------------------------------------------------------- |
| Tanager                | 2013 | Collins, Billy (21 de outubro de 2013). «Tanager». The New Yorker. 89 (33). 42 páginas        |
| Downpour               | 2019 | Collins, Billy (18 de novembro de 2019). «Downpour». The New Yorker. 95 (36): 66–67           |
| Days of teen-age glory | 2021 | Collins, Billy (22 de março de 2021). «Days of teen-age glory». The New Yorker. 97 (5): 40–41 |